# Сирийско-южноосетинские отношения
Сирийско-южноосетинские отношения — двухсторонние дипломатические отношения между Сирийской Арабской Республикой и Южной Осетией. 29 мая 2018 года Сирийская Арабская Республика признала независимость Южной Осетии, 22 июля того же года установила дипломатические отношения.

## Обзор
Дипломатические отношения между государствами установлены 22 июля 2018 года. До этого Сирия признала независимость частично признанного государства Южная Осетия.
26 июля 2018 года, президент Южной Осетии Анатолий Бибилов прибыл с первым официальным визитом в Дамаск. Были проведены переговоры с президентом Сирии Башаром Асадом, премьер-министром Имадом Хамисом, спикером парламента САР Хаммудой ас-Сабагом и представителями бизнес-сообщества Сирии.
По итогу визита, был подписан Договор о дружбе и сотрудничестве между Республикой Южная Осетия и Сирийской Арабской Республикой.
17 апреля 2019 года, президент Южной Осетии поздравил Башара Асада с днем независимости Сирии.
19 сентября 2021 года, президент Южной Осетии Анатолий Бибилов провел встречу с делегацией Сирии во главе с заместителем спикера Народного собрания САР Мухаммадом Акрамом.
10 марта 2023 года состоялась встреча Чрезвычайного и Полномочного Посла Республики Южная Осетия в России Знаура Гассиева с Чрезвычайным и Полномочным Послом Сирии в России Башаром Джафари в посольстве Сирии.

### Сирийская оппозиция
С 2011 года в Сирии продолжается гражданская война в связи с чем правительство Башара Асада фактически имеет лишь частичное признание. Часть государств и международных организаций признаёт оппозиционные органы легитимными законными представителями государства.
2 июля 2018 года, лидер сирийской оппозиции Абдурахман Мустафа строго осудил решение режима Башара Асада по оккупированным территориям Грузии и выразил непоколебимую поддержку суверенитета и территориальной целостности Грузии в рамках международно-признанных границ.